# Josh Santana
Michael Alexander Álvarez Pamular (1983 - ), conocido artísticamente como Josh Santana, actor y cantante filipino. 

## Biografía
Nació el 18 de junio de 1983, en el Metro Manila, hijo de Ramón Delgado Pamular (juez), de ascendencia española y Sonia Álvarez Pamular Magno. 
Se hizo popular en el 2003, denominado como uno de los amantes de Carol Banawa, en la serie de televisión Bituin, cuando interpretaba el personaje principal en dicha serie y donde tomó el nombre de Josh Santana. Santana terminó pronto después con los rumores de que su protagonista principal, Nora Aunor, se negó a cumplir con el acuerdo se específico en el contrato firmado con la cadena televisiva de ABS-CBN, con la diva del cine. 
Después de Bituin, Santana se centró en el canto y finalmente se le dio la oportunidad, cuando grabó la canción o tema musical titulada Basta't de Kasama Kita, seguido de una traducción de la dinastía de Qing Fei Di Yi a Can't Help Fallin de la canción de Meteor Garden. 
Santana obtuvo su título universitario en la Far Eastern University (FEU), en Manila. Fue enviado por la FEU para representar a su universidad en un Congreso Internacional de Estudiantes, celebrado en Kuala Lumpur, Malasia en 2005. En 2006, fue elegido presidente de la FEU, Centroamérica y el Consejo Estudiantil y fue enviado de nuevo al Congreso Nacional de Estudiantes. Se graduó en 2007 y fue nominado como el mejor estudiante de último año, junto con otras 12 personas que fueron escogidas de entre al menos 6.000 graduados de la FEU. Después de su graduación, fue nombrado como el Dangal adjudicatario Kabataan ng (o de Honor de la Juventud) y por el Pampelikulang Samahan ng Mga Dalub-guro.
En marzo de 2009, Santana lanzó un álbum de 10 pistas titulado Josh Santana: eres tú. El álbum es descrito como "Fil-Hispano", con 2 canciones de puro español: Historia de un Amor y Eres Tu, 2 mezclado con otros idiomas: Odio que Te quiero así (spanglish) y Eres Mío (español-tagalog), 2 recuperaciones: Dreaming of You de Selena (México) y I Don't Wanna Lose You Now de Gloria Estefan (Cuba); 3 originales: Kahit Minsan Lang (Marlon Silva), Magpakailanman (Marlon Silva) y Estar Contigo (composición propia), y una versión alternativa de Eres Tú. El álbum fue producido por Zachary Barlahan Cordero y Dennis García Arce.